# Koto
Pour les articles homonymes, voir Koto (homonymie).
Pour l’article ayant un titre homophone, voir Coteau.

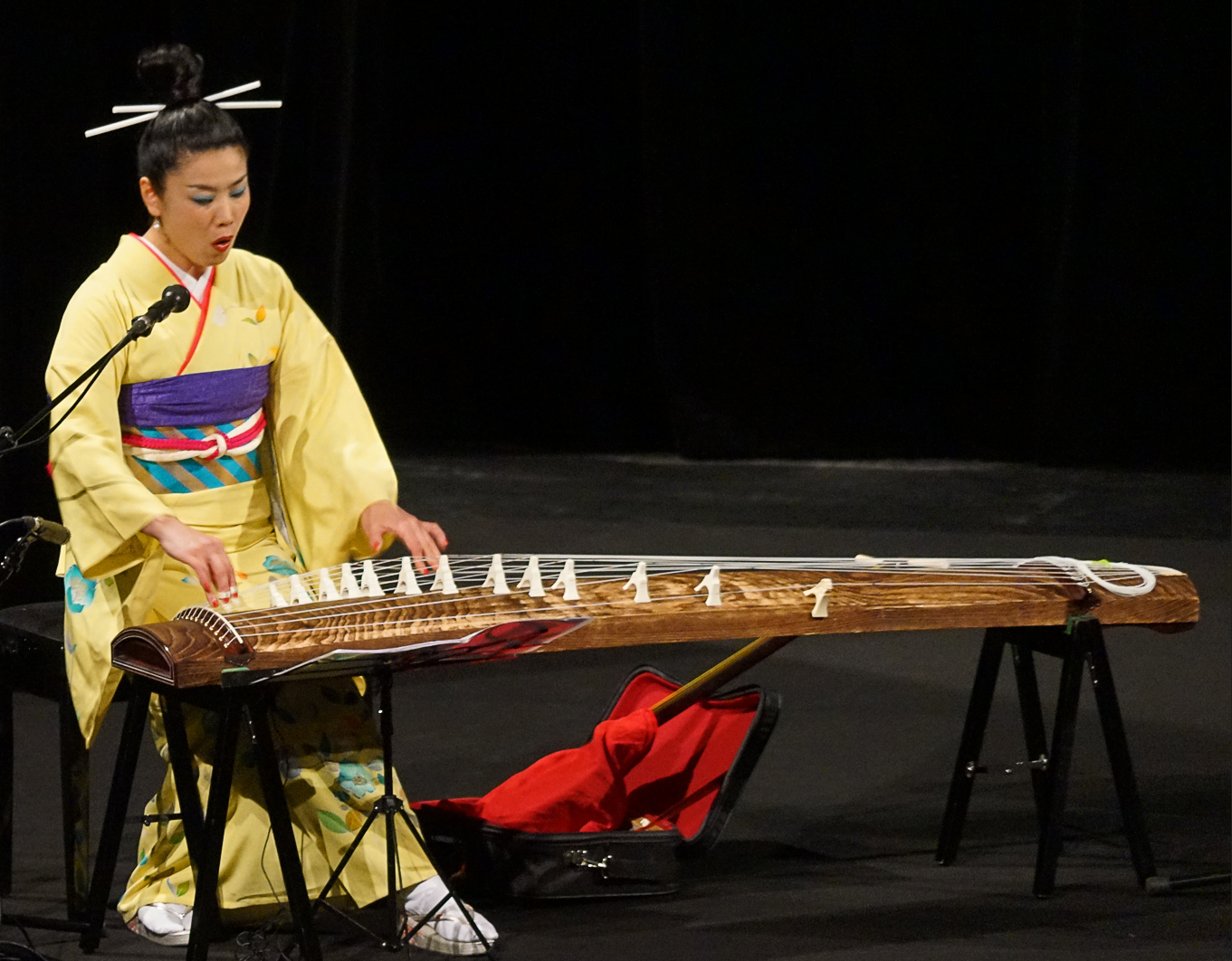
Fumie Hihara jouant du koto.

Le koto (琴 ou 箏) est un instrument à cordes pincées utilisé en musique japonaise traditionnelle et comme instrument d'accompagnement dans les arts traditionnels tels que le kabuki et le bunraku. 
Originaire de Chine, il a été introduit au Japon vers le VIIIe siècle, principalement à la cour impériale. Par la suite son usage s'est démocratisé. 
Il est proche du guzheng chinois, du gayageum coréen, du đàn tranh vietnamien, du yatga mongol, du kacapi soundanais et du jetygen kazakh.

## Histoire
Vers le VIIIe siècle, les kotos désignent un ensemble d'instruments à cordes importés de Chine et apparentés au luth, tel que le biwa, à la cithare, comme le sō no koto ou sō, et à la harpe, telle que le kugo,,. 
Durant l'époque d'Edo (1603-1868), le sō no koto, qui s'est imposé parmi les instruments de la musique de cour, devient le seul instrument désigné par le terme « koto » ou sō.

## Facture
Le koto, aussi appelé « harpe japonaise », est une longue cithare (en forme de dragon tapi), mesurant environ 1,82 m de long et comptant treize cordes. 
La caisse est traditionnellement fabriquée en bois de paulownia évidé. Les chevalets, déplaçables, étaient originellement fait d'ivoire. Ils sont depuis réalisés en matière plastique, bien que certains luthiers utilisent occasionnellement le bois. Ses cordes sont en fil de soie que l'on pince à l'aide de trois doigts de la main droite (le pouce, l'index et le majeur), prolongés chacun par un onglet ou plectre, en os, en ivoire ou en bambou,.
L'accordage ne se fait pas en réglant la tension de la corde, mais en déplaçant les chevalets. Chaque corde donne donc a priori une seule note. A côté de l'accordage traditionnel, de nombreuses configurations alternatives sont possibles; De même, certains instruments sont dotés de plus de cordes (jusqu'à 32) afin d'en augmenter les possibilités. 
Certains instrumentistes déplacent également les chevalets en cours d'exécution.
Il existe également des kotos à plus de treize cordes : dix-sept, vingt et une, vingt-cinq, trente ou encore trente-deux,. Le koto à dix-sept cordes a été créé par Miyagi au début des années 1920,. L'instrumentiste Keiko Nosaka et le compositeur Minoru Miki (en) ont inventé les variantes à vingt cordes, en 1969, puis à vingt-cinq cordes.
Miyagi a aussi inventé un koto à 80 cordes, mais il n'a jamais existé qu'un seul exemplaire de cet instrument et son usage a été abandonné.

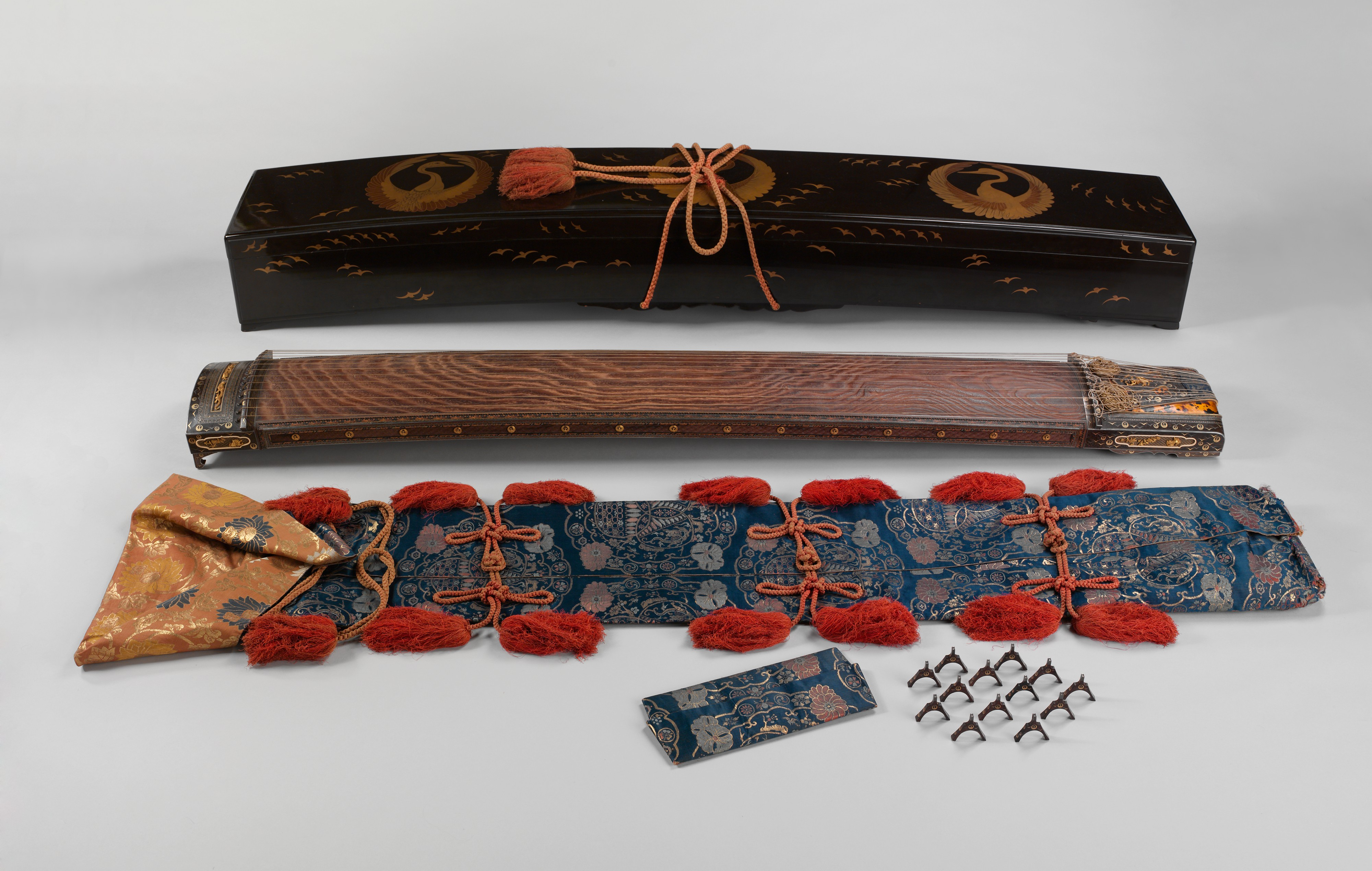
Koto en bois incrusté de métaux précieux, d'ivoire et d’écaille, avec ses accessoires et sa boîte en bois laqué, XVIIe siècle (Met).
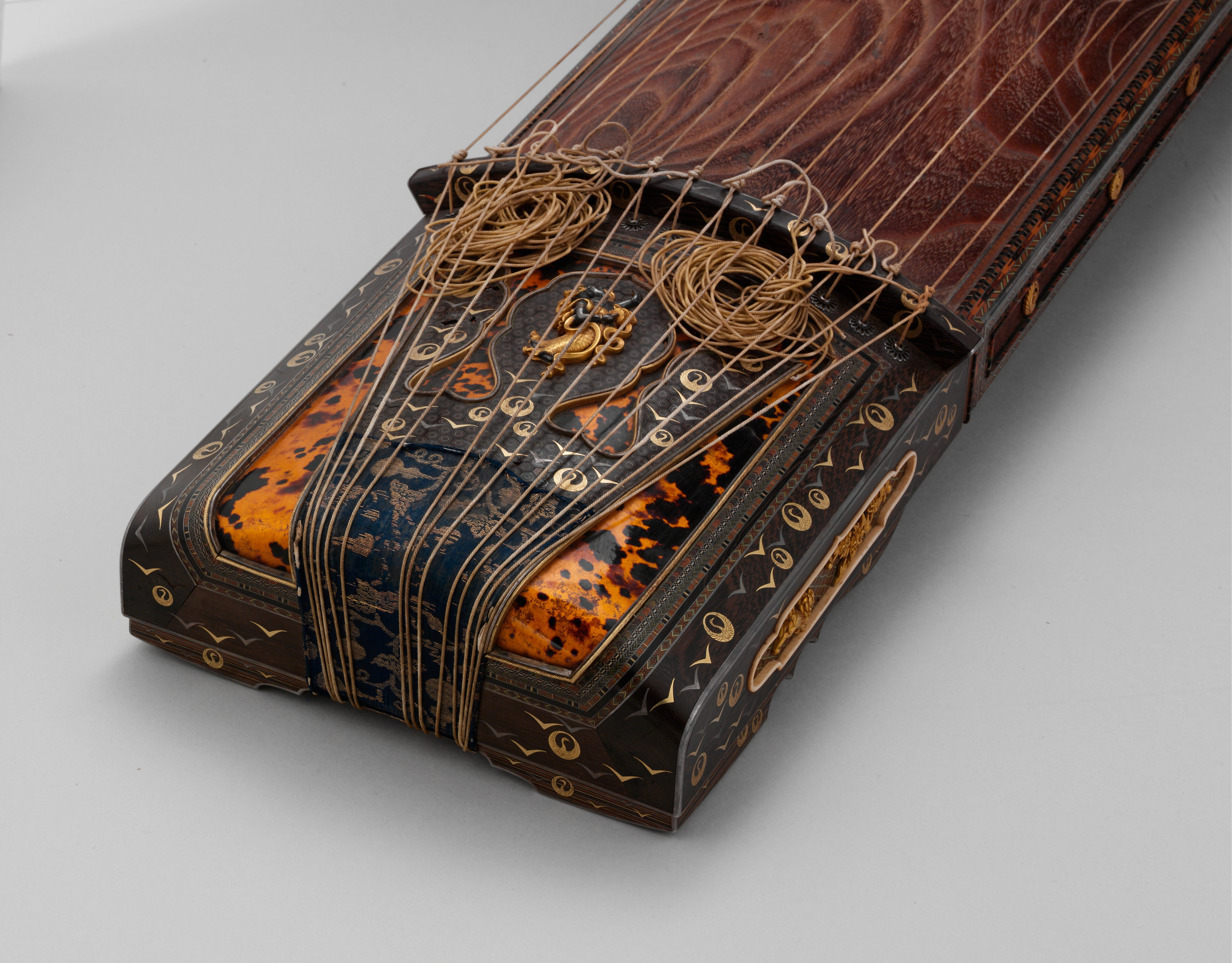
Détail d’une extrémité de l’instrument ci-contre, où les treize cordes sont attachées.
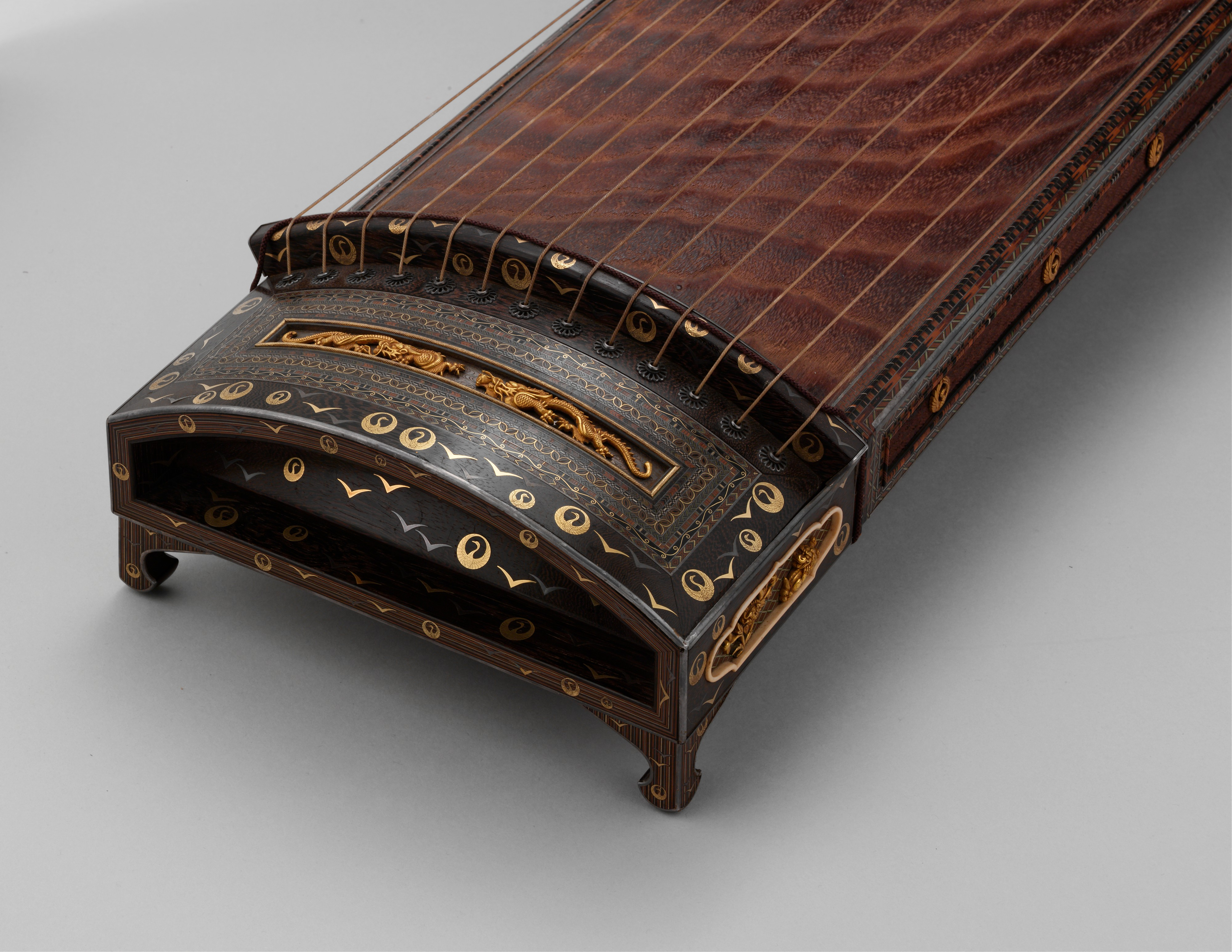
Détail de l’autre extrémité, présentant des dragons de métal sculpté.
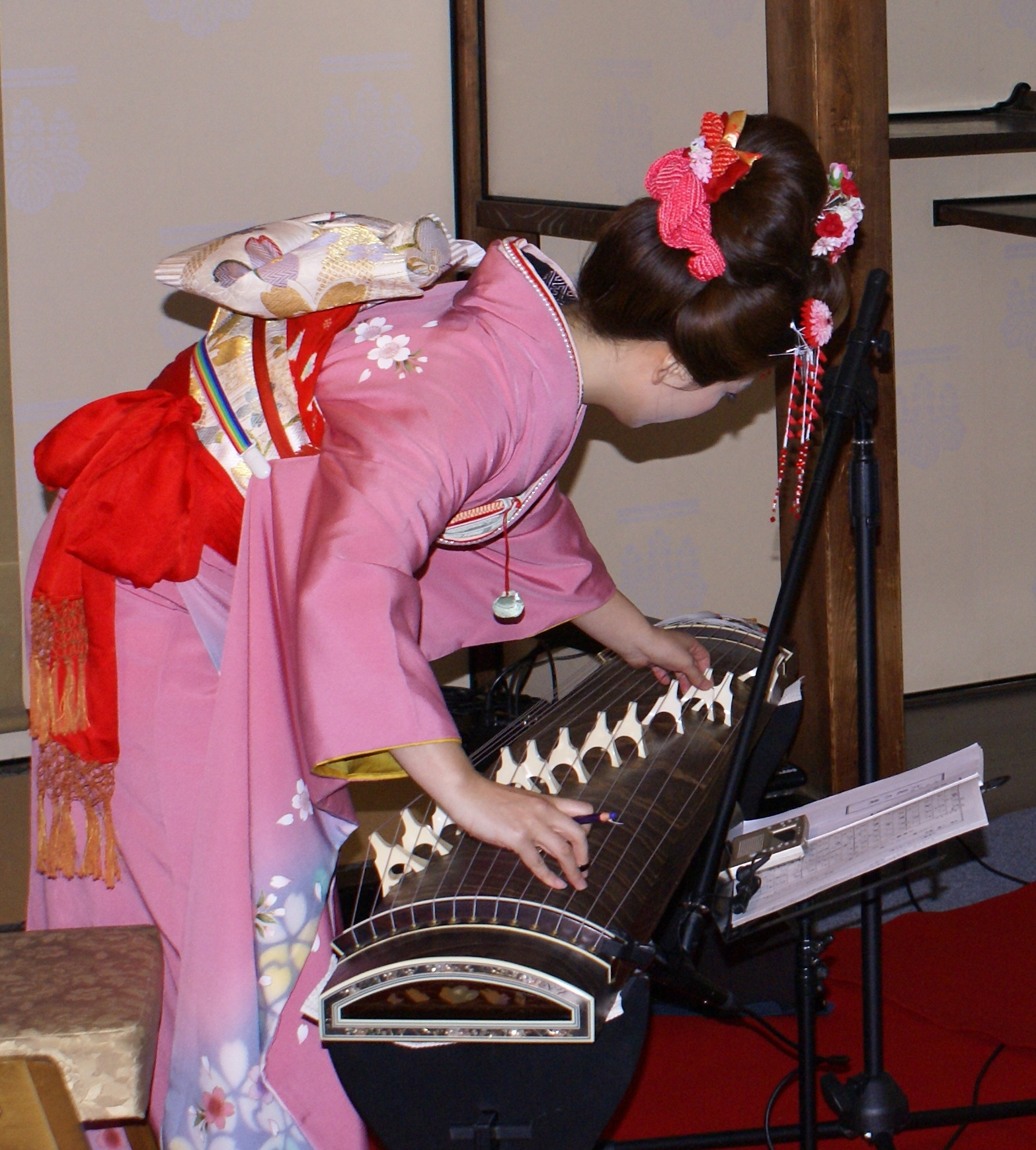
Réglage de l'instrument.

## Jeu
L'instrumentiste pince la partie des cordes à droite des chevalets. 
La main gauche est utilisée ou non suivant les styles, permettant de manipuler l'autre partie de la corde pour augmenter la hauteur de la note ou donner un vibrato.

## Répertoire et interprètes
Un classique du koto est Sakura sakura, chanson populaire arrangée pour l'instrument au cours de l'ère Meiji (1868-1912) et devenue une référence pour musicien débutant.
Parmi les musiciens représentatifs du koto, on distingue les instrumentistes Yatsuhashi Kengyō (1614-1685), puis Michio Miyagi (1894-1956) et Fumiko Yonekawa, née en 1895 et qui avait, en 1983, 185 000 heures de pratique.

## Instruments apparentés
Il existe plusieurs instruments similaires appartenant à la famille des kotos :
- le sō[1] ;
- le yamatogoto ou wagon, instrument à six cordes[1],[3] ;
- le sumagoto[l 3], sorte de cithare à une corde[12] ;
- le yakumogoto[l 4], instrument à deux cordes[12].

## Dans la culture
- Dans le manga et l'animé Sounds of Life, l'histoire tourne autour d'un club de koto et des sept étudiants qui s'entraînent afin d'être sélectionnés au concours national.
- Dans le 14e jeu vidéo principal de la série Touhou Project, le personnage nommé Yatsuhashi Tsukumo est un tsukumogami né d'un ancien koto, et il peut en jouer. Ses attaques sont inspirées de concepts tels que Anicca.